# Parakiefferiella coronata
Parakiefferiella coronata är en tvåvingeart som först beskrevs av Edwards 1929.  Parakiefferiella coronata ingår i släktet Parakiefferiella och familjen fjädermyggor. Arten är reproducerande i Sverige. Inga underarter finns listade i Catalogue of Life.